# Sebastian Flizak
Sebastian Flizak (ur. 5 stycznia 1881 w Podobinie, zm. 28 listopada 1972 w Mszanie Dolnej) − polski nauczyciel, etnograf, założyciel oraz pierwszy prezes Oddziału Polskiego Towarzystwa Ludoznawczego w Mszanie Dolnej.

## Życiorys
Urodził się 5 stycznia 1881 w Podobinie. Pochodził z wielodzietnej średniozamożnej rodzinie chłopskiej, był synem Jana i Justyny z domu Janik. Nauki na poziomie szkoły powszechnej pobierał w Niedźwiedziu i Szczyrzycu, od 1894 był uczniem C. K. Gimnazjum Nowodworskiego (św. Anny) w Krakowie, gdzie w 1901 zdał egzamin dojrzałości (w jego klasie był m.in. Marian Osiński). Podjął wówczas studia w zakresie filologii klasycznej i germańskiej na Uniwersytecie Jagiellońskim, od 1904 kontynuowane na uniwersytecie w Monachium (do 1905). Rozprawa Alpen in der deutschen Poesie przyniosła mu w 1908 dyplom doktora filozofii.
Od 31 sierpnia 1906 pracował jako nauczyciel szkół średnich. Początkowo w C. K. Gimnazjum w Bochni. 15 maja 1907 złożył egzamin nauczycielski. Od tego czasu pracował w C. K. Gimnazjum w Nowym Targu. 30 lipca 1907 został mianowany nauczycielem rzeczywistym. Rozporządzeniem C. K. Rady Szkolnej Krajowej z 12 sierpnia 1913 jako c. k. profesor C. K. I Gimnazjum w Nowym Sączu otrzymał posadę w filii C. K. VII Gimnazjum we Lwowie. W roku szkolnym 1913/1914 uczył tam języka niemieckiego i był zawiadowcą biblioteki, a ponadto był kuratorem zabaw ruchowych z ramienia zakładu.
Po wybuchu I wojny światowej w 1914 został powołany do armii austriackiej. Podczas jednej z bitew karpackich został wzięty do niewoli rosyjskiej. Jako jeniec przebywał na Syberii. W kwietniu 1918 wrócił z niewoli rosyjskiej do pracy w filii VII Gimnazjum. Reskryptem C. K. Rady Szkolnej Krajowej z 11 kwietnia 1918 otrzymał VIII rangę służbową.
Po odzyskaniu przez Polskę niepodległości (1918) i nastaniu II Rzeczypospolitej pozostawał profesorem VII Państwowego Gimnazjum im. Tadeusza Kościuszki we Lwowie, a rozporządzeniem Rady Szkolnej Krajowej z 1 listopada 1920 został przeniesiony do Państwowego Gimnazjum w Brzozowie, gdzie od 1 listopada 1920 był kierownikiem, a od 6 grudnia 1922 do 14 września 1926 dyrektorem gimnazjum, przy czym od 1 maja 1925 czasowo zastępowany na stanowisku przez Jana Zakrzewskiego)). Ze stanowiska dyrektora brzozowskiego gimnazjum został mianowany na stanowisko dyrektora II Państwowego Gimnazjum w Stanisławowie z dniem 1 kwietnia 1926. We wrześniu 1927 na własną prośbę został przeniesiony z XII Państwowego Gimnazjum we Lwowie do Państwowego Gimnazjum im. Królowej Zofii w Sanoku, w którym pracował do 1933. W sanockim gimnazjum uczył języka niemieckiego, propedeutyki filozofii, języka francuskiego jako przedmiotu nadobowiązkowego, przyrody, psychologii, kierował biblioteką niemiecką. Został przeniesiony w stan spoczynku na początku 1933. Z dniem 31 marca 1933 został przeniesiony w stan spoczynku.
Działał w Towarzystwie Nauczycieli Szkół Średnich i Wyższych. Do 1939 był członkiem sanockiego gniazda Polskiego Towarzystwa Gimnastycznego „Sokół”, działającego w gmachu przy ulicy Mickiewicza. W 1933, ze względu na zły stan zdrowia, przeszedł na emeryturę. Mieszkając nadal w Sanoku, odwiedzał także strony rodzinne i zajmował się gromadzeniem materiałów etnograficznych dotyczących historii i kultury ludowej Zagórzan. Prowadził też badania archiwalne i wielokrotnie przygotowane przez niego wypisy pozwoliły na zachowanie materiałów, zniszczonych później w wojennej zawierusze. Był członkiem sanockiego koła Polskiego Towarzystwa Tatrzańskiego. 28 stycznia 1934 został wybrany skarbnikiem zarządu koła Towarzystwa Nauczycieli Szkół Wyższych w Sanoku.
Po tym jak w 1940 stracił majątek w Sanoku, przeniósł się ponownie do Mszany Dolnej. W latach okupacji uczestniczył w tajnym nauczaniu, a w lutym 1945 włączył się do powojennej organizacji szkolnictwa, współtworząc Samorządowe Gimnazjum Koedukacyjne w Mszanie Dolnej. Do likwidacji szkoły w 1950 był jej dyrektorem. Pracował następnie w Tymbarku w Liceum Przetwórstwa Owocowego i Handlu Ogrodniczego.

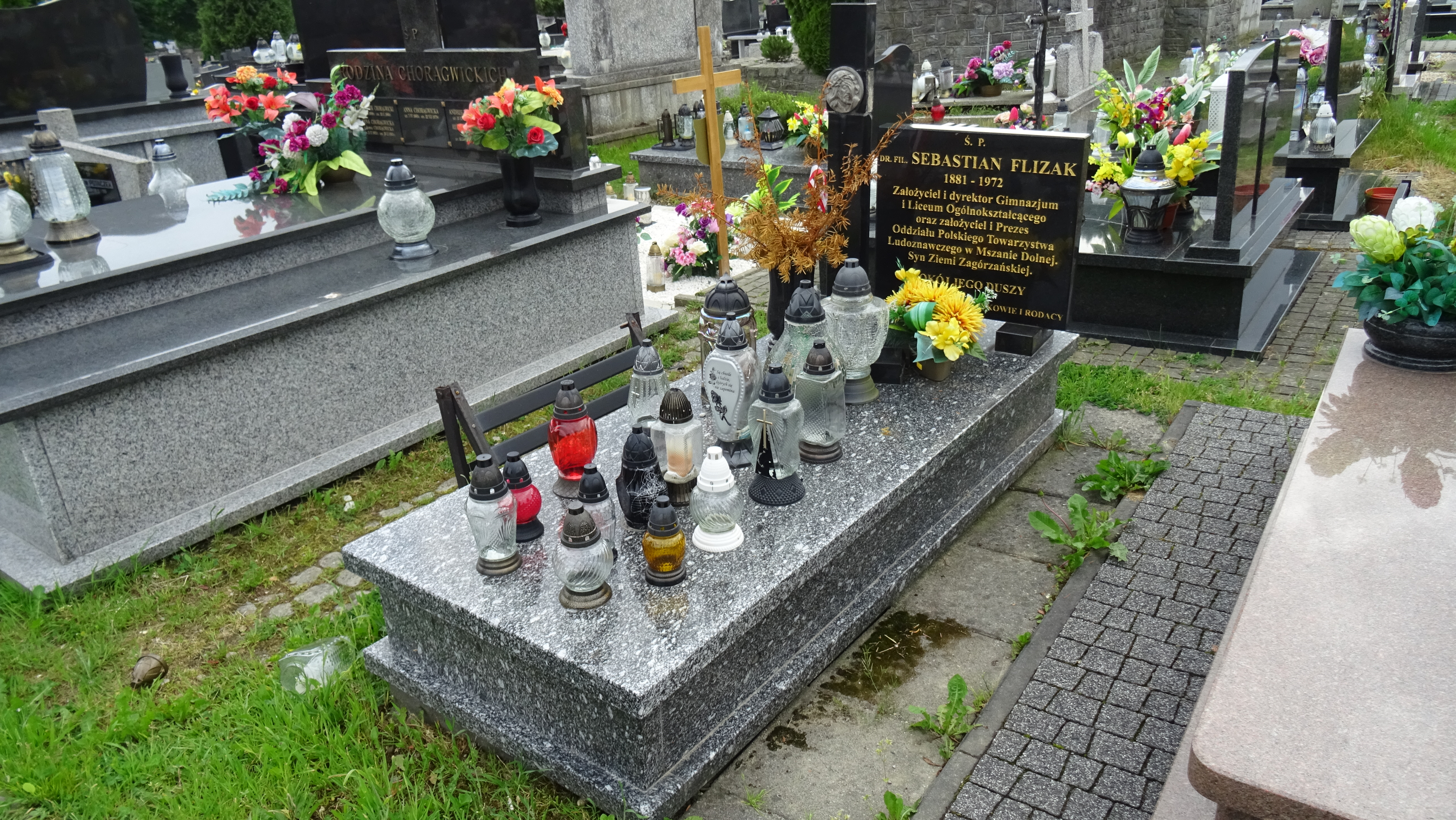
Nagrobek Sebastiana Flizaka na cmentarzu Parafii św. Michała Archanioła w Mszanie Dolnej.

W 1953 z rekomendacji profesora Tadeusza Seweryna, dyrektora Muzeum Etnograficznego w Krakowie, został adiunktem w Muzeum im. Władysława Orkana w Rabce-Zdroju; rok później, po śmierci ks. Justyna Bulandy, wieloletniego honorowego kierownika muzeum, przejął jego obowiązki, będąc zarazem jedynym pracownikiem merytorycznym placówki. Przystąpił do uporządkowania, inwentaryzacji i naukowego opracowania zbiorów, wypełniając kilkaset kart katalogowych. Po odejściu z muzeum w 1956 był do 1964 wychowawcą w Dziecięcym Ośrodku Sanatoryjno-Prewentoryjnym w Rabce.
W latach przedwojennych ogłaszał pierwsze publikacje etnograficzne na łamach czasopism „Lud”, „Wierchy”, „Ziemia”, „Piast”. Po 1945 kontynuował swoje badania, gromadząc materiały o budownictwie, pasterstwie, wierzeniach, strojach, prawie zwyczajowym, nazewnictwie, literaturze ludowej Zagórzan; publikował nadal w „Ludzie”, „Ziemi” i „Wierchach”, a także w „Pracach i Materiałach Etnograficznych” czy „Orlim Locie”. Z łącznej liczby 49 ogłoszonych publikacji (według bibliografii opracowanej przez Zofię Rak) do najważniejszych należą Materiały etnograficzne i historyczne z terenu Zagórzan (1952), wydane przez Polskie Towarzystwo Ludoznawcze jako tom IV "Archiwum Etnograficznego", a także Strój Zagórzan (1956). Flizak pozostawił też prace nieopublikowane, m.in. maszynopis Wieś Podobin w pow. Limanowa, zgromadzone w archiwum Polskiego Towarzystwa Ludoznawczego we Wrocławiu i archiwum Oddział Polskiego Towarzystwa Ludoznawczego w Mszanie Dolnej. Wygłaszał też liczne odczyty i pogadanki radiowe.
W Polskim Towarzystwie Ludoznawczym działał od 1947. Założył wówczas, zachęcony przez Leopolda Węgrzynowicza, istniejący do dzisiaj oddział w Mszanie Dolnej i do końca życia pełnił obowiązki prezesa. W 1969 został członkiem honorowym Polskiego Towarzystwa Ludoznawczego.

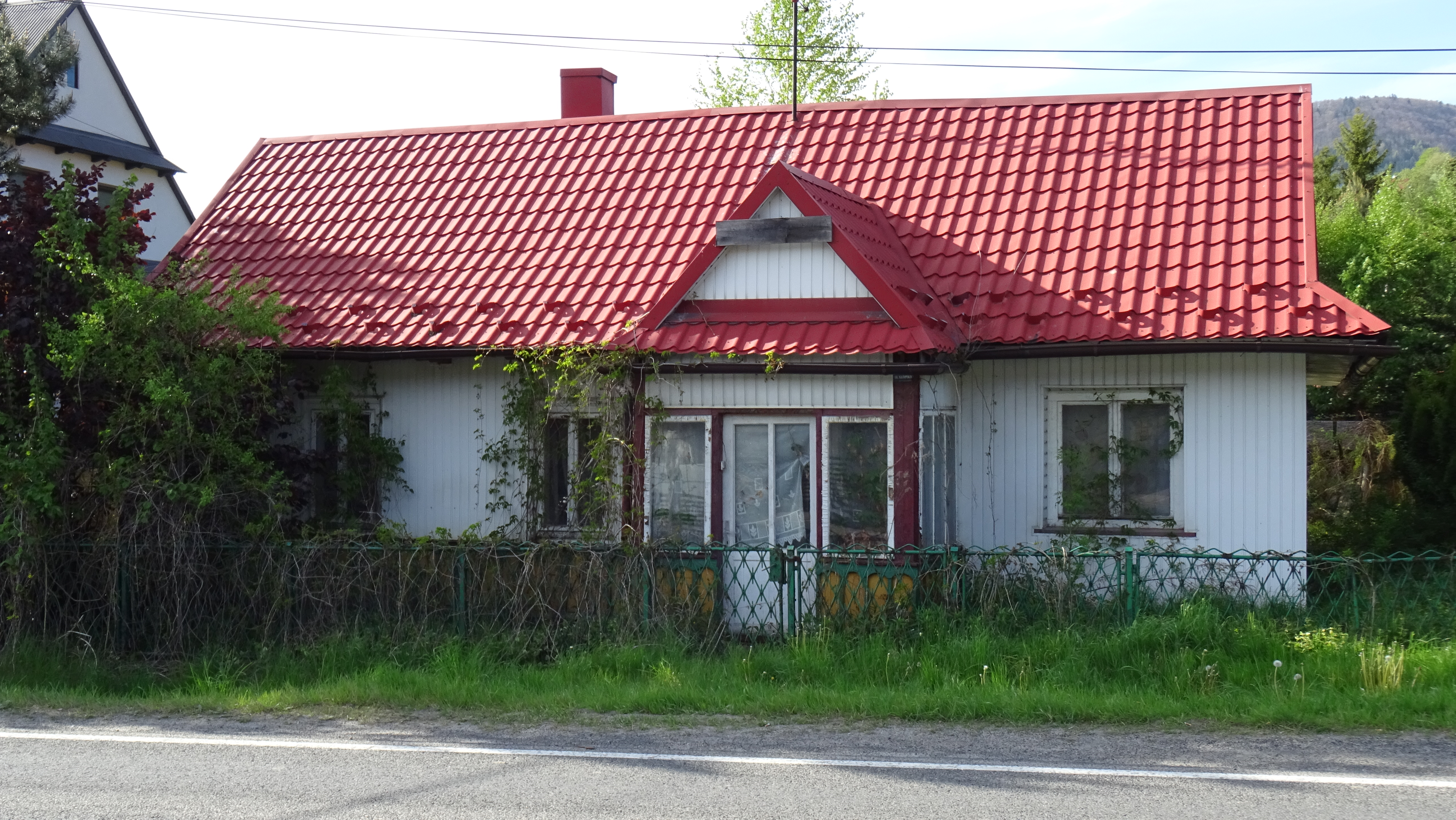
Dom Sebastiana Flizaka na Słomce.

Nie założył rodziny. Zamieszkiwał w Mszanie Dolnej, gdzie zmarł 28 listopada 1972.

## Upamiętnienie

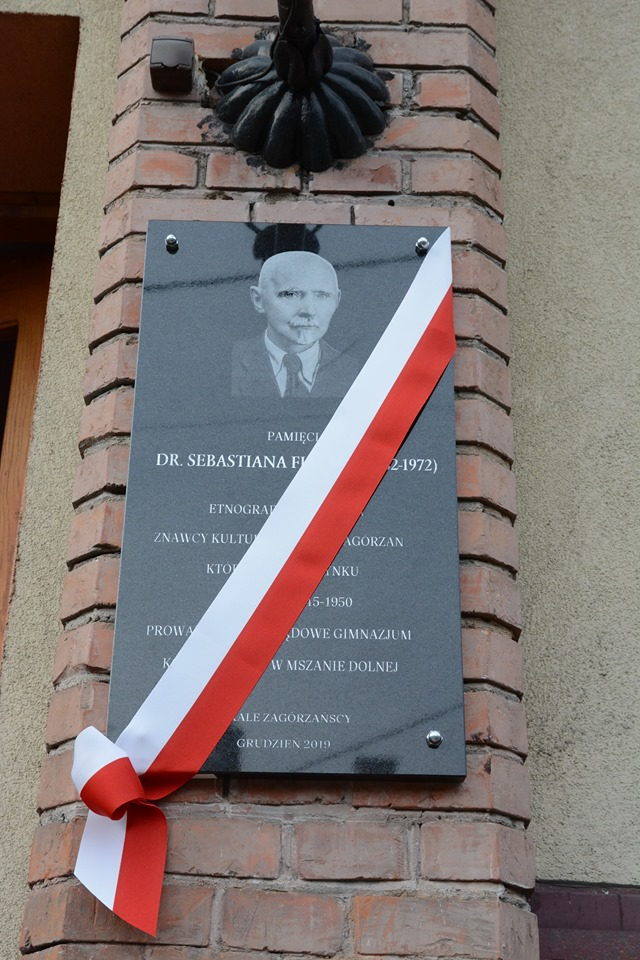
Tablica upamiętniająca Sebastiana Flizaka na fasadzie Zespołu Szkół Techniczno-Informatycznych w Mszanie Dolnej.

Imię Sebastiana Flizaka nosi ulica w Mszanie Dolnej.
W dniu 16 grudnia 2019 r. na budynku Zespołu Szkół Techniczno-Informatycznych przy ul. Matejki 11 w Mszanie Dolnej odsłonięto tablicę pamiątkową poświęconą pamięci Sebastiana Flizaka oraz odbyła się promocja książki autorstwa dr. Katarzyny Ceklarz pt. Sebastian Flizak. Ludoznawca i etnograf na tle swojej epoki. Tablicę odsłonił spokrewniony z Flizakiem wójt gminy Niedźwiedź Rafał Rusnak.

## Publikacje
- Wspomnienia o Wł. Orkanie. Odczyt Odczyt wygłoszony na posiedzeniu Koła T.N.S.W. dnia 25 maja 1930 w Sanoku, Lwów 1930, ss. 30.
- Notatki etnograficzne z okolic Mszany Dolnej, „Lud” 1934/1935, t. 33, s. 21-27.
- Ekspansja podhalańskiej kultury ludowej, „Lud” 1936, t. 34, s. 296-271.
- Z życia owczarzy gorczańskich, „Wierchy” 1936, t. 14, s. 69-80.
- Z dziejów sądownictwa dworskiego (cz. I), „Piast” 1936, nr 29, s. 5.
- Z dziejów sądownictwa dworskiego (cz. II), „Piast” 1936, nr 31, s. 4.
- Z dziejów sądownictwa dworskiego (cz. III), „Piast” 1936, nr 32, s. 6.
- Z dziejów sądownictwa dworskiego (cz. IV), „Piast” 1936, nr 33, s. 4.
- Moda w nadawaniu imion chrzestnych u górali pod Gorcami, „Lud” 1937, t. 15, s. 55-59.
- Dziadowskie obiady, „Lud" 1937, t. 15, s. 53-55.
- Co należy rozumieć przez Podhale, „Wiadomości Rabczańskie” 1937, nr 13-14 (październik-listopad), s. 1-2.
- Nazwy najwyższych gór w Gorcach, „Wierchy” 1938, t, 16, s. 165-167.
- W związku z napisem na Czole Turbacza, „Wierchy” 1938, t. 16, s. 217.
- Zabytek budownictwa drewnianego z XVI w. w Mszanie Dolnej, „Piast” 1938, nr 35, s. 7.
- Z ziemi Zagórzan, „Ziemia” 1938, nr 10, s. 225-230.
- Nekrolog [ks. Władysława Magiery], „Lud” 1946, t. 37, s. 534-535.
- Ograbek, „Prace i Materiały Etnograficzne” 1947, t. 6, s. 201-203.
- Złote górskie - waluta regionalna, „Piast”, z dn. 6.04.1947, nr 11, s. 3-7.
- Przemiany w kulturze materialnej Zagórzan, „Orli Lot” 1948, nr 3, s. 37-42.
- Sprawozdanie z działalności Polskiego Towarzystwa Ludoznawczego w Mszanie Dolnej, „Lud” 1948, t. 38, s. 460-461.
- Bont, „Prace i Materiały Etnograficzne” 1948/1949, t. 7, s. 439-442.
- Wypraszanie od śmierci, czyli jak powstaje legenda, „Orli Lot” 1949, nr 7, s. 105-108.
- Materiały etnograficzne i historyczne z terenu Zagórzan, „Archiwum Etnograficzne”. Poznań - Łódź 1952, nr 4, ss. 67.
- Sprawozdanie z pracy Oddziału PTL w Mszanie Dolnej, „Lud” 1954, t. 41, cz. 2. 1245-1246.
- Muzeum regionalne im. W. Orkana w Rabce, „Lud” 1955, t. 42, cz. 2, s. 844-845.
- Sprawozdanie PTL Oddziału Mszana Dolna, „Lud” 1955, t. 42, cz. 2, s. 952-954.
- Sprzęt domowy i gospodarski Górala Gorczańskiego, „Polska Sztuka Ludowa” 1956, nr 4/5, s. 283-284.
- Strój Zagórzan, „Atlas Polskich Strojów Ludowych”, cz. 5, Małopolska, z. 6. Wrocław 1956, ss. 65.
- Sidziniarki. Przyczynek do historii ruchu religijnego wśród Górali, „Lud” 1957 [wyd. 1959), t. 44. s. 340-340.
- Pierwsze światła pod Gorcami, „Wieści” 1957, nr 41, s. 2 i 11.
- Bulanda - ostatni czarodziej gorczański, „Wierchy” 1957, L. 26, s. 192-195.
- Huta szkła w Lubomierzu i lipa w Podobinie, „Ziemia” 1958, t. 5, s. 19.
- Opowieści ludowe z gór, „Wierchy” 1958 [wyd. 1959], t. 27, s. 172-186.
- Papiernia i Skala, „Wierchy” 1958 [wyd. 1959], t. 27, s. 284-285.
- Jeszcze o Koldrasie, „Wierchy” 1958 [wyd. 1959], t. 27, s. 285.
- Zabytkowa kapliczka w Łostówce, „Wierchy” 1958 [wyd. 1959], t. 27, s. 285-287.
- Sprawozdanie PTL Oddział Mszana Dolna, „Lud” 1958/1959, t. 45, s. 549-553.
- Kapliczka w Olszówce, „Wierchy” 1962 [wyd. 1963], t. 31, s. 267-268.
- Z dziejów Kasinki Małej, „Wierchy” 1964 [wyd. 1965], t. 33, s. 256-258.
- Przyczynek do kwestii goralenvolku, „Wierchy” 1965 [wyd. 1966], t. 34, s. 287-289.
- Polany w Gorcach i Beskidzie Wyspowym, „Wierchy” 1966 [wyd. 1967], t. 35, s. 159-168.
- Przyczynek do dziejów Mszany Dolnej, „Wierchy” 1966 [wyd. 1967], t. 35, s. 288-289.
- Kapliczka w Porębie Wielkiej czyli dzieło sztuki elitarnej na wsi, „Wierchy” 1966 [wyd. 1967], t. 35, s. 293-295.
- Łostówka, w: „Materiały Etnograficzne z Powiatu Limanowskiego”, z. 1. red. P. Kaleciak, Archiwum Etnograficzne", Wrocław 1967, nr 30, s. 9-27.
- Drewniany zabytek w Mszanie Dolnej, „Wierchy” 1970 [wyd. 1971], t. 39, s. 264-265.
- Miejsce stracenia w Mszanie Górnej, „Wierchy” 1970 [wyd. 1971], t. 39, s. 265-266.
- Ze spuścizny po Stanisławie Dunin-Borkowskim, „Wierchy” 1970 [wyd. 1971]. t. 39. s. 269-270.
- Kasinka Mała, [w:] „Materiały etnograficzne z powiatu limanowskiego”, z. 2, red. P. Kaleciak, „Archiwum Etnograficzne", Wrocław 1971, nr 30, s. 43-51.
- Z ludowych podań gorczańskich, „Wierchy” 1971 [wyd. 1972], t. 40. s. 281-282.[29]